# Contea di Taigu
La contea di Taigu (太谷县S, Tàigǔ XiànP) è una contea della Cina, situata nella provincia dello Shanxi e amministrata dalla prefettura di Jinzhong.